# Gammaropsis thompsoni
Gammaropsis thompsoni is een vlokreeftensoort uit de familie van de Photidae. De wetenschappelijke naam van de soort is voor het eerst geldig gepubliceerd in 1898 door Walker.